# Экономическая кибернетика
Экономическая кибернетика — одно из научных направлений кибернетики, которое занимается приложением идей и методов кибернетики к экономическим системам. В расширенном смысле под экономической кибернетикой понимают область науки, возникшую на стыке математики и кибернетики с экономикой, включая математическое программирование, исследование операций, экономико-математические модели, эконометрику и математическую экономику.

## Предмет
Экономическая кибернетика рассматривает экономику, а также её структурные и функциональные части как сложные системы, в которых протекают процессы регулирования и управления, реализуемые движением и преобразованием информации. Экономическая кибернетика исследует процессы управления сложными экономическими системами, используя метод экономико-математического моделирования, причем процессы управления являются по сути информационными, базирующимися на экономической информации.

## История
Основоположником экономической кибернетики является Стаффорд Бир.
10 апреля 1969 году в соответствии с приказом Министерства высшего и среднего образования СССР в Московском инженерно-экономическом институте (МИЭИ) имени Серго Орджоникидзе [Государственный университет управления] создается кафедра экономической кибернетики. Заведующим кафедрой «Экономической кибернетики» стал Василий Иванович Дудорин. 9 октября 1969 года в рамках МИЭИ был создан факультет экономической кибернетики (ФЭК). (Ныне институт Информационных технологий). Первым деканом факультета экономической кибернетики был назначен Румянцев Владимир Сергеевич. В июне 1970 г. в МИНХ им. Г. В. Плеханова был основан факультет экономической кибернетики (ныне институт цифровой экономики и информационных технологий РЭУ им. Г. В. Плеханова).

## Разделы и элементы
Главными элементами экономической кибернетики являются:
- Системный анализ.
- Сложные системы, иерархические системы, иерархия моделей.
- Управление в иерархических системах.
- Согласование целей в иерархических системах. Графы целей.
- Информация и энтропия.
- Оптимизация потоков информации в задачах управления
- Контроль и управление в организационных системах
- Задачи классификации.
- Комплексная оценка системы и оценки подсистем. Интегральные оценки.
- Кибернетические модели социальных и экономических систем